# 清風南海中学校・高等学校の人物一覧
清風南海中学校・高等学校の人物一覧（せいふうなんかいちゅうかつこう・こうとうがっこうのじんぶついちらん）は、清風南海中学校・高等学校に関係する主な人物の一覧記事。

## 著名な出身者

### 政治（立法）
- 杉村慎治 - 衆議院議員（埼玉9区選出）
- 酒井了 - 大阪府貝塚市長
- 阪口伸六 - 前高石市長

### 経済・実業
- 小川啓之 - 小松製作所代表取締役社長兼CEO
- 好本達也 - 大丸松坂屋百貨店元代表取締役社長、J.フロント リテイリング取締役兼代表執行役社長
- 菅生新 - 経営コンサルタント

### マスメディア
- 福岡良子 - 気象キャスター

### 学術
- 武内和彦 - 環境学者、地球環境戦略研究機関理事長、東京大学未来ビジョン研究センター特任教授
- 櫻井伸一 - 京都工芸繊維大学教授
- 藤岡慎介 - 大阪大学レーザー科学研究所教授

### 芸術・文芸
- 貴志祐介 - 作家
- 万城目学 - 作家
- 山田隆道 - 作家

### 芸能
- 呉城久美 - 女優
- 檜原洋平 - お笑い芸人、ママタルトのツッコミ担当

## 教職員

### 歴代理事長兼学園長
- 平岡宕峯
- 平岡英信
- 平岡正巳

### 歴代学校長
- 平岡宕峯
- 平岡英信
- 平岡正巳
- 平岡正